# Салвадор
Вижте пояснителната страница за други значения на Салвадор.
Салвадор (на испански: El Salvador, Ел Салвадор), официално Република Ел Салвадор, е държава в Централна Америка. Има население от 6,290 млн. души (оценка, 2013 г.) и площ от 21 040 km². Столица на страната е град Сан Салвадор. Граничи с Гватемала на север-северозапад и с Хондурас на север-североизток. На югоизток е разделена от залив с Никарагуа. Страната е в тежко състояние след 12-годишната гражданска война.
Салвадор е на второ място по брой убийства на човек от населението в света с 66 убийства на 100 000 души през 2011 г.

## История
За пръв път испанска експедиция достига района на днешен Салвадор през 1524 година, водена от Педро де Алварадо, но заради нападения на племето пипил испанците успяват да се установят през едва през 1528 година. Първоначалната столица е Сиудад Виеха, но през 1545 градът е изоставен и столицата е преместена в днешен Сан Салвадор.
Около 1810 местните власти в Салвадор получават възможност да искат независимост от испанската корона. За това спомагат Американската революция и отслабената от нападенията на Наполеон Испания. Салвадорското движение за независимост е официално учредено на 5 ноември 1811, като началото му е ознаменувано от свещеника Хосе Матиас Делгадо с камбанен звън. През 1822 Салвадор успява да отблъсне желанието на Мексико да контролира новите централноамерикански държави, и през 1832 е призната за независима страна.
След независимостта си Салвадор представлява по-скоро разпокъсана, феодална държава. Стотиците реки на територията ѝ са служели като граници за земите на различни фамилии, а липсата на мостове или пътища е допринасяла за утвърждаването на този строй. С времето централната власт се съсредоточава в президента.
Първоначално земевладелският елит разчита на индигото като източник на приходи от износ. С времето обаче то бива изместено от синтетичните оцветители, а в търсен продукт се превръща кафето. Хаосът в изоставянето и придобиването на земи в търсене на плодородна почва за отглеждане на индиго се повтаря, като този път земевладелците се насочват към местата, подходящи за отглеждане на кафе. По този начин много салвадорски земеделци остават без собствени земи. Броят на кафеените плантации бързо започва да нараства.
През 1931 година чрез военен преврат на власт идва генерал Максимилиано Ернандес Мартинес – твърд последовател на фашизма. Още на следващата година той нарежда бруталното потушаване на селско въстание, при което загиват между 10 000 и 40 000 души. Той въвежда и расистки закон, забраняващ на чернокожите да пребивават на територията на Салвадор. Въпреки твърдата военно-политическа подкрепа, която САЩ осигуряват на Мартинес, през 1944 година той е свален от власт чрез студентски протести. Мястото му е заето от кратко управлявалия генерал Салвадор Кастанеда Кастро.
През 1948 ген. Кастро е свален от власт и е установена военна диктатура, а превратът е записан във военната историография на страната като „Революцията от 1948“. Хунтата отчасти се вдъхновява от политиката на Фидел Кастро в Куба, макар да не прокарва чисто социалистическа политика. Усилията ѝ са насочени към разнообразяване на селскостопанската дейност, подобряване на здравеопазването и стимулирането на колективното земеделие.

## География
Салвадор е най-малката държава в континентална Америка. На територията на страната текат над 300 реки, по-големите от които се вливат в Тихия океан. Само реката Лемпа, извираща в Хондурас и пресичаща Салвадор, е плавателна. В страната има и езера, най-голямото от които е езерото Гюиха. Интересно за малката държава е това, че е единствената в Централна Америка, която няма излаз на Карибско море. Най-високата точка на страната е висока 2370 m и е разположена на границата с Хондурас.
Две успоредни планински вериги се простират през територията на Салвадор от изток на запад, разделяйки страната на Тихоокеанска низина и северен планински регион. Южната от двете планински вериги е съставена от над 20 вулкана. Изригванията обаче са рядкост, и само два от тези вулкани са активни. Това са Сан Мигел и Исалко, като последният е наричан „Фарът на Тихия океан“, тъй като изригванията му са можели да се видят в океана от стотици километри. Земетресенията са чести поради факта, че в Салвадор се намира пресечната точка на три тектонски плочи. Страната е разположена в един от най-активните в сеизмологично отношение региони на Земята, вследствие на което столицата Сан Салвадор е била сривана от земетресения през 1756, 1854, 1919, 1982 и 1986 г. Равнината, разположена в центъра на Салвадор, представлява едва 25% от площта, но там са разположени най-големите градове. Средната ѝ надморска височина е около 600 m.
Климатът е тропичен, с добре изразени сух (летен) и дъждовен (зимен) сезон. Сухият трае от ноември до април, а влажният – от май до октомври. Температурите са относително постоянни, като в Тихоокеанската низина са високи, а в планинските региони – по-умерени. Валежите могат да достигнат 2000 mm по южните планински склонове. Салвадор понякога претърпява поражения и от урагани.

## Държавно устройство
Салвадор е президентска република. Президентът на Салвадор се избира за срок от 5 години, без право на преизбиране.
Законодателната власт е представена от еднокамарен парламент, съставен от 84 депутати, които се избират по пропорционална система с тригодишен мандат.
Съдилищата от първа инстанция са граждански и наказателни. Делата се разглеждат от един съдия, освен в случай на осъждане, когато трима съдии вземат решенията. От втора инстанция са междинно-апелативните съдилища. Делата се разглеждат от трима съдии. Върховният съд на Салвадор, който се състои от 4 различни камери, 3 са апелативните съдилища и на Конституционния съд.

## Административно деление
Салвадор е разделен на 14 департамента, които съставляват 267 общини. Департаментите са:
- Ауачапан (1)
- Кабаняс (2)
- Чалатенанго (3)
- Кускатлан (4)
- Ла Либертад (5)
- Ла Пас (6)
- Ла Унион (7)
- Морасан (8)
- Сан Мигел (9)
- Сан Салвадор (10)
- Сан Висенте (11)
- Санта Ана (12)
- Сонсонате (13)
- Усулутан (14)

## Население
Населението на Салвадор през юли 2009 година е 7 066 403 души, като 90% са метиси, 9% бели и около 1% са местни индианци. Много малко от индианските племена са запазили автентичната си култура. Повечето от тях са били асимилирани от испанците. Малкият им брой днес може да се обясни отчасти с въстание през 1932 година, когато около 30 000 индианци биват избити от армията, както и с факта, че голяма част от индианците не желаят да се обявяват за такива при преброяване на населението.

### Религия
Подобно на останалите латиноамерикански страни, Салвадор има силна римокатолическа традиция. Празниците в чест на светци, християнските ритуали и службите са неизменна част от живота на голяма част от населението. Въпреки това се наблюдава увеличение на протестантството, и днес към 30% от населението спадат към тази християнска деноминация.
Други вероизповедания са англиканство, презвитерианство, методизъм и Църква на адвентистите от седмия ден.

## Икономика
Салвадор има сравнително отворена пазарна икономика, концентрирана върху износа на преработени храни, захар и етанол. Макар да е най-малката централноамериканска страна, Салвадор притежава третата най-голяма национална икономика в региона.
Брутният вътрешен продукт расте стабилно след 2000 година, макар да се очаква забавяне през 2009 заради световната финансова криза и силната зависимост на страната от САЩ. През 90-те години националистическото правителство подсилва реформите към пазарна икономика чрез премахване на контрола върху цените, приватизация на дружества в областта на телекомуникациите и енергетиката, и подсилване на контрола върху интелектуалната собственост. Това правителство обаче не успява да се справи с голямото икономическо неравенство – през 1999 година например, най-богатите 20% от населението са получавали 45% от държавните доходи, а най-бедните 20% – едва 5,6% от тях.
През 2001 започва да се въвежда в обращение като валута американският долар, и до 2004 година националната валута колон е извадена от употреба. Промяната първоначално се оказва непопулярна, понеже довежда до покачване на цените, но основните лихвени проценти падат, което улеснява кредитирането за частни лица. Усилията на сегашното правителство са насочени към разнообразяване на стопанската дейност.